# Kusmara
Kusmara là một thị xã và là một nagar panchayat của quận Mainpuri thuộc bang Uttar Pradesh, Ấn Độ.

## Nhân khẩu
Theo điều tra dân số năm 2001 của Ấn Độ, Kusmara có dân số 9091 người. Phái nam chiếm 53% tổng số dân và phái nữ chiếm 47%. Kusmara có tỷ lệ 64% biết đọc biết viết, cao hơn tỷ lệ trung bình toàn quốc là 59,5%: tỷ lệ cho phái nam là 71%, và tỷ lệ cho phái nữ là 56%. Tại Kusmara, 17% dân số nhỏ hơn 6 tuổi.